# Rotherius
Rotherius ou Rotherius d'Agde (en latin : Rot(h)erius [Agathensis]) est le nom d'un historien wisigoth du VIe siècle, auteur d'une histoire générale intitulée Liber regnorum diversarum gentium, un ouvrage perdu.

## Notice historique
Historien, cité par l'auteur de la Vie de saint Sévère d'Agde, Rotherius vivait à Agde en Gaule narbonnaise ou Septimanie, une région qui appartenait à l'époque au royaume wisigoth d'Espagne.
Rotherius composa une sorte d'histoire générale intitulée Liber regnorum diversarum gentium dans laquelle il raconta notamment qu'Attila, roi des Avars (Huns), avait ravagé presque toute la Gaule et s'était même avancé jusqu'à la mer Méditerranée, jusqu'à la ville d'Agde, qu'il avait détruite de fond en comble (Attila, Avarorum rex, profanus et nimium truculenlus, qui quasi omnes Gallias debellavit, sicut et innumerabiles urbes reliquas. Et hanc (Agatham) a fundamentis evertit).

## Sources
- Claude Fauriel, Histoire de la Gaule méridionale sous la domination des conquérants germains, vol. 1, Paris : Paulin, Libraire-Éditeur, 1836, pp. 534–535. (lire en ligne)
- Désiré Nisard, Ammien Marcellin, Jornandès, Frontin (les Stratagèmes), Végèce, Modestus : avec la traduction en français, Paris : Firmin Didot Frères, Fils et Cie, 1869, p. 491, chap. XLIII. (lire en ligne)
- Histoire littéraire de la France, par les religieux bénédictins de la congrégation de Saint-Maur, t. III, Paris : Librairie de Victor Palmé, 1866, pp. 403–404.  (lire en ligne)